# Mary és a varázsvirág
A Mary és a varázsvirág (メアリと魔女の花; Mary to madzso no hana / Meari to madzso no hana; Hepburn: Mary to majo no hana / Meari to majo no hana ; angol címén Mary and The Witch’s Flower) 2017-ben bemutatott japán animációs fantasyfilm, melyet Jonebajasi Hiromasza rendezett és a Studio Ponoc gyártott. Producere a Studio Ponoc alapítója, Nisimura Josiaki volt, forgatókönyvét Jonebajasi Hiromasza és Szakagucsi Riko írta, zenéjét Muramacu Takacugu szerezte. A Mary és a varázsvirág a Studio Ponoc első egész estés játékfilmje.
A film Mary Stewart The Little Broomstick című művén alapul és egy kislány, Mary Smith történetét meséli el, aki egy rejtélyes virágot talál, ami a boszorkányok erejével ruházza fel egyetlen éjszakára. A film főszereplőit Szugiszaki Hana, Amami Júki és Kohinata Fumijo szeijúk szólaltatják meg.
A film mozibemutatója 2017. július 8-án volt Japánban a Toho forgalmazásában. Az angol nyelvű változat, amely az eredeti nyelvű, angol feliratos változattal együtt jelent meg, 2018. január 19-én került bemutatásra. Magyarországon 2019. február 3-án mutatták be a Cinemax 2-n és az HBO GO-n magyar szinkronnal.

## Cselekmény
Mary Smith a nyári szünetének utolsó hetét a szüleitől távol, Charlotte nagynénje vidéki birtokán tölti Nagy-Britanniában. Az unatkozó, barátok nélküli lány hasznossá tenné magát a ház körül, de próbálkozásai kétbalkezessége miatt kudarcba fulladnak. Egy helyi fiú, Peter kigúnyolja őt ügyetlensége és kócos, vörös haja miatt, amit ki nem állhat.
Tib és Gib, Peter macskái elvezetik Maryt néhány titokzatos, ragyogó virághoz. Zebedee, a birtok kertésze a virágokat az éjjeli röptének azonosítja, ami csak hét évente virágzik és a legenda szerint a boszorkányok is keresték mágikus hatalma miatt. Másnap a macskák eltűnnek, Mary és Peter – akinek Charlotte egy csomagot küldött Maryvel – elindulnak megkeresni őket, de útközben összevesznek, és Mary egyedül folytatja a keresést. Megtalálja Tibet, aki szájában egy éjjeli röpte bimbót tart és egy seprűhöz vezeti, amit egy fa gyökerei fognak közre. Mary kiszabadítja a seprűt, de ekkor Tib a kezébe dobja a virágot, amit véletlenül elmorzsol a seprűn, felszabadítva annak mágikus erejét. A virág az erejét kék zselés anyag formájában bocsátja ki, életre keltve a seprűt, és lehetővé téve, hogy Mary boszorkányként repüljön. A kis seprű Maryt és Tibet felrepíti egy felhők közt rejtőző épületkomplexumhoz, a boszorkányok Endor Egyeteméhez.
Flanagan, a seprűk gondnoka elvezeti Maryt az egyetem bejáratához és ismerteti vele a szabályokat, miszerint az illetéktelen behatolókat átváltoztatják. Csirkecsók igazgatónő Maryt egy új boszorkánytanoncnak hiszi, akinek Tib a familiárisa és körbevezeti őt az egyetemen. Mary előtt, aki kénytelen új helyzetéhez alkalmazkodni, egy modern technológiával és kényelemmel rendelkező kampusz tárul fel, ahol a kiválasztott boszorkányok a mágikus művészetek kurzusait sajátítják el a különféle tudományterületek mellett, mint például a kémia. Csirkecsók igazgatónő bemutatja Maryt Doctor Deenek, az egyetem neves kémiatanárának, aki többek között a kémia és a mágia kapcsolatát kutatja. Mary olyan fejlett varázslatokat is képes bemutatni, mint a láthatatlanság, ezért Csirkecsók és Doctor Dee meggyőződnek arról, hogy Mary csodagyerek, hiszen nemcsak a teljesítménye kimagasló, a vörös haja a legjobb boszorkányok megkülönböztető jegye.
Csirkecsók irodájában Mary rábukkan egy varázskönyvre egy éjjeli röptét ábrázoló kép mögött elrejtve. Bevallja az igazgatónőnek, hogy a mágikus képessége az éjjeli röptétől ered, Tib pedig valójában Peterhöz tartozik. Csirkecsók hozzáállása Maryhez hirtelen megváltozik, de megengedi, hogy hazatérjen, azzal a feltétellel, hogy aláírja a tanulmányi szerződést. A lánynak esze ágában sincs visszatérni Endorba, de éjszaka Csirkecsók üzenetet küld Marynek, amiben elmondja, hogy elrabolták Petert, és követeli tőle a varázsvirágokat. Ő és Tib gyorsan Endorba repül a virágokkal, de az igazgatónő és Doctor Dee a doktor kísérleti laboratóriumába zárják. Mary itt rátalál Peterre, és rájön, hogy Dee állatokon kísérletezik, mágiával varázserejű lényekké változtatva őket, de eddig sikertelen volt minden próbálkozása, s ennek esett áldozatául Gib is. A varázskönyvben Mary talál egy varázsigét, amellyel megtörhet minden varázslatot, és azt használva az összes fogvatartott állatot visszaváltoztatja, a kirohanó csorda pedig szabad utat nyit a laboratóriumból. A gyerekek megpróbálnak elmenekülni, Flanagan eléjük viszi a seprűt, de Csirkecsók és Dee ismét elfogják Petert.
A seprű elviszi Maryt egy elszigetelt házhoz, ahol jegyzeteket talál az átváltoztató varázslatokról és egy tükröt, amelyben Charlotte nagynénje felveszi vele a kapcsolatot. Charlotte felfedi előtte, hogy a ház az ő korábbi otthona volt, és egy vörös hajú boszorkánytanonc volt, aki kiemelkedett tehetségével Endoron. De egy nap Charlotte megtalálta az éjjeli röptét az egyetemen, amitől kezdve Csirkecsók és Doctor Dee megszállottan kutatták a virág varázserejét, aminek segítségével a tanoncok bármilyen varázslatot elsajátíthatnak. Amikor az egyik kísérletük katasztrofális kudarcot vallott és a virág ereje elszabadult, Charlotte úgy döntött, hogy megszökik Endorból, és magával viszi a megmaradt virágmagvakat. Charlotte arra kéri Maryt, az utolsó virágot használja arra, hogy hazatérjen, azonban Mary megígérte Peternek, hogy megmenti. Csirkecsók közben megjelenik a szigeten, hogy visszaszerezze a virágot és a varázskönyvet.
Mary sikeresen visszajut Endorba, de útközben a virág és a varázskönyv ismét az igazgatónő kezébe kerül, Mary seprűje pedig eltörik. A korábban visszaváltoztatott és kiszabadított állatok a segítségére lesznek, és eljut a kísérlet helyszínére, ahol Csirkecsók és Doctor Dee megpróbálja arra használni a virágot, hogy Petert boszorkánnyá változtassa. A kísérlet azonban ismét kudarcba fullad, és Peter egy nyálkás, alakváltoztató szörnyetegben ragad, amely végigpusztít az egyetemen. Mary odaadja a varázskönyvet Peternek, aki visszafordítja a sikertelen kísérletet, valamint megtöri Csirkecsók és Doctor Dee összes korábbi kísérletét. Mary és Peter végül a Flanagan által megjavított seprűn hazatérnek és Mary eldobja az utolsó, hajába ragadt virágot, mondván, hogy már nincs szüksége rá.

## Szereplők
| Szereplő | Japán hang                     | Angol hang                     | Magyar hang                |
| --- | ------------------------------ | ------------------------------ | -------------------------- |
| Mary Smith (メアリ・スミス; Meari Szumiszu; Hepburn: Meari Sumisu)                                                                         | Szugiszaki Hana                | Ruby Barnhill                  | Mayer Szonja               |
| Csirkecsók igazgatónő (Madam Mumblechook (マダム・マンブルチューク ; Madamu Manburucsúku; Hepburn: Madamu Manburuchūku)                    | Amami Júki                     | Kate Winslet                   | Kocsis Mariann             |
| Doctor Dee (ドクター・デイ; Dokutá Dei; Hepburn: Dokutā Dei)                                                                               | Kohinata Fumijo                | Jim Broadbent                  | Fazekas István             |
| Flanagan (フラナガン; Furanagan) | Szató Dzsiró                   | Ewen Bremner                   | Kassai Károly              |
| Charlotte nagynéni (シャーロット; Sárotto; Hepburn: Shārotto) / Vöröshajú boszorkány (赤毛の魔女; Akage no madzso; Hepburn: Akage no majo) | Ótake Sinobu / Micusima Hikari | Lynda Baron / Teresa Gallagher | Kovács Nóra / Győrfi Laura |
| Peter (ピーター; Pítá; Hepburn: Pītā) | Kamiki Rjúnoszuke              | Louis Ashbourne Serkis         | Nagy Gereben               |
| Miss Banks (バンクス; Bankuszu; Hepburn: Bankusu)                                                                                          | Vatanabe Eri                   | Morwenna Banks                 | Halász Aranka              |
| Zebedee, a kertész (ゼベディ; Zebedi) | Endó Kenicsi                   | Rasmus Hardiker                | Fehér Péter                |
| Tib, a fekete szőrű hím macska (ティブ; Tibu)                                                                                              | Ótani Ikue                     | N/A                            | N/A                        |
| Gib, a szürke szőrű nőstény macska (ギブ; Gibu)                                                                                            | Lynn                           | N/A                            | N/A                        |
| fénytündér | Hajami Szaori                  | Rebecca Louise Kidd            | N/A                        |
| főcím, stáblista felolvasása | –                              | –                              | Endrédi Máté               |

## Megjelenések

### Japán
A Mary és a varázsvirág mozibemutatója 2017. július 8-án volt Japánban a Toho forgalmazásában, országszerte 458 helyen vetítették. DVD-n, Blu-rayen, Digital HD-ben és 4K Ultra HD-ben a Walt Disney Japan adta ki 2018. március 20-án.

### Angol nyelvterület
Az Altitude Film Sales már 2017 elején, a Berlini Nemzetközi Filmfesztiválon bejelentette, hogy megszerezte a film nemzetközi forgalmazási jogait és, hogy az Egyesült Királyságban kívánja megjelentetni. Ausztráliában és Új-Zélandon a Madman Entertainment szerezte meg a forgalmazási jogokat, és a Melbourne-i Madman Anime Festival-on mutatták be 2017. november 5-én, illetve országszerte 2018. január 18-án. Észak-Amerikában a GKIDS licencelte a filmet, első vetítése 2017. december 7-én volt. A mozik 2018. január 18-án limitált helyen, majd január 19-étől szélesebb körben vetítették. Az Altitude az Egyesült Királyságban 2018. április 10-én mutatta be kijelölt Vue Cinemas-mozikban, majd az országos premierre 2018. május 4-én került sor. A filmet Észak-Amerikában a GKIDS házivideó-forgalmazója, az Universal Pictures Home Entertainment adta ki DVD-n és Blu-rayen 2018. május 1-jén. A Madman Entertainment Ausztráliában és Új-Zélandon 2018. július 4-én jelentette meg DVD-n és Blu-rayen. Az Altitude Film Distribution 2018. szeptember 10-én adta ki DVD-n, Blu-rayen és steelbook Blu-rayen az Egyesült Királyságban.

### Magyarország
A filmet Magyarországon 2019. február 3-án mutatták be magyar szinkronnal a Cinemax 2-n és az HBO GO-n.

## Filmzene
A Mary és a varázsvirág zenéjét Muramacu Takacugu szerezte és a Mary to madzso no hana Original Soundtrack (メアリと魔女の花 オリジナル・サウンドトラック; Meari to madzso no hana Oridzsinaru Szaundotorakku; Hepburn: Meari to majo no hana Orijinaru Saundotorakku) filmzenei albumon adta ki a Toy’s Factory 2017. július 5-én. A lemezen 26 dal található.
| Mary to madzso no hana Original Soundtrack dallista | Mary to madzso no hana Original Soundtrack dallista | Mary to madzso no hana Original Soundtrack dallista | Mary to madzso no hana Original Soundtrack dallista | Mary to madzso no hana Original Soundtrack dallista | Mary to madzso no hana Original Soundtrack dallista | Mary to madzso no hana Original Soundtrack dallista | Mary to madzso no hana Original Soundtrack dallista | Mary to madzso no hana Original Soundtrack dallista | Mary to madzso no hana Original Soundtrack dallista |
| #                                                   | Cím | Hossz                                               |                                                     |                                                     |                                                     |                                                     |                                                     |                                                     |                                                     |
| --------------------------------------------------- | --- | --------------------------------------------------- | --------------------------------------------------- | --------------------------------------------------- | --------------------------------------------------- | --------------------------------------------------- | --------------------------------------------------- | --------------------------------------------------- | --------------------------------------------------- |
| 1.                                                  | Mary no Theme (メアリのテーマ; Meari no Téma; Hepburn: Meari no Tēma; Mary’s Theme) | 3:45                                                |                                                     |                                                     |                                                     |                                                     |                                                     |                                                     |                                                     |
| 2.                                                  | Jakan hikó (夜間飛行; Hepburn: Yakan hikō; The "Fly-by-Night") | 2:51                                                |                                                     |                                                     |                                                     |                                                     |                                                     |                                                     |                                                     |
| 3.                                                  | Mary no otecudai (夜間飛行; Meari no otecudai; Hepburn: Mary no otetsudai / Meari no otetsudai; Mary Helps Out)                                                                                 | 3:46                                                |                                                     |                                                     |                                                     |                                                     |                                                     |                                                     |                                                     |
| 4.                                                  | Mori no szaszoi (森の誘い; Hepburn: Mori no sasoi; The Forest Tempts) | 1:12                                                |                                                     |                                                     |                                                     |                                                     |                                                     |                                                     |                                                     |
| 5.                                                  | Madzso no hana (魔女の花; Hepburn: Majo no hana; The "Witch's Flower") | 2:22                                                |                                                     |                                                     |                                                     |                                                     |                                                     |                                                     |                                                     |
| 6.                                                  | Nómunomori (濃霧の森; Hepburn: Nōmunomori; Misty Forest) | 1:18                                                |                                                     |                                                     |                                                     |                                                     |                                                     |                                                     |                                                     |
| 7.                                                  | Hóki no ibuki (ほうきの息吹; Hepburn: Hōki no ibuki; The Broom Breathes) | 0:36                                                |                                                     |                                                     |                                                     |                                                     |                                                     |                                                     |                                                     |
| 8.                                                  | Hacu hikó (初飛行; Hepburn: Hatsu hikō; First Flight) | 2:11                                                |                                                     |                                                     |                                                     |                                                     |                                                     |                                                     |                                                     |
| 9.                                                  | Endor daigaku (エンドア大学; Endoa daigaku; Endor College) | 3:03                                                |                                                     |                                                     |                                                     |                                                     |                                                     |                                                     |                                                     |
| 10.                                                 | Gakkó sókai (学校紹介; Hepburn: Gakkō shōkai; Introducing the College) | 3:23                                                |                                                     |                                                     |                                                     |                                                     |                                                     |                                                     |                                                     |
| 11.                                                 | Mahókagaku (魔法科学; Hepburn: Mahōkagaku; Magic Science) | 2:34                                                |                                                     |                                                     |                                                     |                                                     |                                                     |                                                     |                                                     |
| 12.                                                 | Fusigina hana (不思議な花; Hepburn: Fushigina hana; A Strange Flower) | 1:23                                                |                                                     |                                                     |                                                     |                                                     |                                                     |                                                     |                                                     |
| 13.                                                 | Nuszumareta hana (盗まれた花; Hepburn: Nusumareta hana; The Stolen Flower) | 1:45                                                |                                                     |                                                     |                                                     |                                                     |                                                     |                                                     |                                                     |
| 14.                                                 | Vagaja (我が家; Hepburn: Wagaya; Our Home) | 1:18                                                |                                                     |                                                     |                                                     |                                                     |                                                     |                                                     |                                                     |
| 15.                                                 | Niszemono madzso (ニセモノ魔女; Hepburn: Nisemono majo; The Imposter Witch) | 1:19                                                |                                                     |                                                     |                                                     |                                                     |                                                     |                                                     |                                                     |
| 16.                                                 | Mary no kecui (メアリの決意; Meari no kecui; Hepburn: Mary no ketsui / Meari no ketsui; Mary Decides)                                                                                           | 3:12                                                |                                                     |                                                     |                                                     |                                                     |                                                     |                                                     |                                                     |
| 17.                                                 | Joru no Endor daigaku (夜のエンドア大学; Joru no Endoa daigaku; Hepburn: Yoru no Endor daigaku / Yoru no Endoa daigaku; Endor College at Night)                                                 | 1:50                                                |                                                     |                                                     |                                                     |                                                     |                                                     |                                                     |                                                     |
| 18.                                                 | Dzsumon no sinzui (呪文の神髄; Hepburn: Jumon no shinzui; Master Spells) | 6:11                                                |                                                     |                                                     |                                                     |                                                     |                                                     |                                                     |                                                     |
| 19.                                                 | Dzsikan no tomatta ie (時間の止まった家; Hepburn: Jikan no tomatta ie; The House Where Time Stopped)                                                                                            | 2:14                                                |                                                     |                                                     |                                                     |                                                     |                                                     |                                                     |                                                     |
| 20.                                                 | Jakan hikó 2 (夜間飛行2; Hepburn: Yakan hikō 2; The "Fly-by-Night" (2)) | 3:33                                                |                                                     |                                                     |                                                     |                                                     |                                                     |                                                     |                                                     |
| 21.                                                 | Szaigo no csikara (最後の力; Hepburn: Saigo no chikara; The Last Powers) | 2:27                                                |                                                     |                                                     |                                                     |                                                     |                                                     |                                                     |                                                     |
| 22.                                                 | Isso ni kaerou (一緒に帰ろう; Hepburn: Issho ni kaerou; Let’s Go Home, Together) | 2:32                                                |                                                     |                                                     |                                                     |                                                     |                                                     |                                                     |                                                     |
| 23.                                                 | Mahō no niji (魔法の虹; Hepburn: Mahō no niji; Rainbow of Magic) | 1:42                                                |                                                     |                                                     |                                                     |                                                     |                                                     |                                                     |                                                     |
| 24.                                                 | Rain (RAIN; Rain) | 5:11                                                |                                                     |                                                     |                                                     |                                                     |                                                     |                                                     |                                                     |
| 25.                                                 | Jakan hikó (cimbalomváltozat) (夜間飛行 (ハンマーダルシマーVer.); Jakan hikó (Hanmá Darusimá Ver.); Hepburn: Yakan hikō (Hanmā Darushimā Ver.); The "Fly-by-Night" (Hammered Dulcimer Version)) | 1:10                                                |                                                     |                                                     |                                                     |                                                     |                                                     |                                                     |                                                     |
| 26.                                                 | Mary no Theme (zongoraváltozat) (メアリのテーマ (ピアノVer.); Meari no Téma (Piano Ver.); Hepburn: Meari no Tēma (Piano Ver.); Mary’s Theme (Piano Version))                                    | 1:58                                                |                                                     |                                                     |                                                     |                                                     |                                                     |                                                     |                                                     |
| 64:46                                               | |                                                     |                                                     |                                                     |                                                     |                                                     |                                                     |                                                     |                                                     |

## Fogadtatás
A Mary és a varázsvirág 41,8 millió dollár bevételt hozott világszerte, ebből 27,6 milliót Japánban, 3,8 milliót Dél-Koreában, 2,9 milliót Kínában, 2,6 milliót Franciaországban, 2,4 milliót az Egyesült Államokban. A film második helyen nyitott Japánban, 428 millió jent (3,8 millió dollárt) hozva a jegypénztáraknál, megelőzve Jonebajasi előző filmjét, az Amikor Marnie ott voltot, ami 379 millió jent hozott az első hétvégén. Japánban a 6. legjövedelmezőbb japán film volt 2017-ben, 3,29 milliárd jen bevétellel.
A kritikusok változóan vélekedtek a filmről, a Rotten Tomatoes filmkritikai oldalon 88%-ban pozitív értékelést kapott és 85 kritika alapján 6,9/10-es átlagpontozást állapítottak meg, kritikai konszenzusként megfogalmazva, hogy „a Mary és a varázsvirággal tisztelegnek az alkotók Studio Ghiblis gyökereik előtt egy kedves, gyönyörűen animált történettel, amelynek egyszerűségét elképesztő látványa egészíti ki”. A Metacritic oldalán a film 100-ból 75 súlyozott átlagpontot kapott 23 kritika alapján, „átlagban kedvező kritikákat” jelezve.
Sheila O’Malley a RogerEbert.comtól négyből három csillagot adott a filmnek, kifejtve, hogy Mary karaktere jelentéktelen, egy átlagos gyerek, aki semmiben nem szenved hiányt, nincsenek belső konfliktusai, melyek befolyásolnák döntéseit. „A belső konfliktusok teljes hiánya Maryben lehet az oka, hogy a Mary és a varázsvirág – mint amennyire mozgalmas és amennyire szórakoztató –, olyannyira gyengének érződik.” Moira Macdonald a The Seattle Timestól úgy fogalmazott, hogy a film „nem egy mestermű; a végkifejlet furcsa és hirtelen, a forgatókönyvön csiszolni kell”, de végül megállapítja, hogy „öröm nézni: egy látványos kaland, és egy figyelemre méltó örökség folytatása”. William Bibbiani az IGN-től kritizálta a történet sablonosságát és hiányolta a szereplők fejlődését, melyek „közel sem annyira varázslatosak, mint az animáció”, ennek ellenére sok élvezni valót talált a filmben, „még ha az nem is Jonebajasi legjobb munkája”.
A The New York Times – és több kritikai oldal is – párhuzamot lát a film és a Harry Potter világa között, ahol a középkoriság és a sci-fi különös elegyét véli felfedezni, Maryt pedig Hermione Grangerhöz hasonlítja. Mijazaki Hajao munkáiból való merítés és a film eredetiségének hiánya a kritikus szerint „nem bűn”, mert a gyerekek számára az ismerős dolgok kényelmesek, az ismeretleneket pedig csodálják és a Mary és a varázsvirág mindkettőből tartalmaz annyit, hogy fenntartsa az érdeklődést. A felnőtt közönség szerinte „teljesen elfogadhatónak” fogja találni a filmet és egy átjáróként fogja kezelni Mijazaki legjobb, nagyobb élvezetet nyújtó munkái felé.  Az Empire különbséget lát Mijazaki filmjeitől abban, hogy a Mary és a varázsvirág nagyobb hangsúlyt fektet a kalandra – kiemelve a nyitójelenetet, ahol a lángoló erődből megszökik a vörös hajú boszorkány – és a Mijazaki által kedvelt repülés pörgősebb, modernebb érzékkel jelenik meg.
A Mondo magazin kiemeli a Ghibli-filmekkel való hasonlóságát, azonban hiányolja belőle az egyediséget. Kritizálja, hogy bár a film felvonultat egy sor érdekes és összetett szereplőt, „nem kezd [velük] semmit”. Dicsérte a látványt és a hangulatot, ami a kritikus szerint „első osztályú”, de a szereplők és a történet hiányosságai miatt a felnőtteknek nem nyújt maradandó élményt.

## Díjak és jelölések
| Év   | Díj                                       | Kategória                                                     | Jelölt(ek)                                                                 | Eredmény |
| ---- | ----------------------------------------- | ------------------------------------------------------------- | -------------------------------------------------------------------------- | -------- |
| 2018 | 41. Japán Filmakadémia díja               | Legjobb animációs film                                        | Mary és a varázsvirág                                                      | Jelölve  |
| 2018 | 45. Annie-díj                             | Kiemelkedő eredmény forgatókönyvírásban animációs játékfilmen | - Szakagucsi Riko - Jonebajasi Hiromasza - David Freedman - Lynda Freedman | Jelölve  |
| 2018 | 45. Annie-díj                             | Kiemelkedő eredmény gyártástervezésben animációs játékfilmen  | - Kubo Tomotaka - Imai Tomoja - Nakamura Szatoko                           | Jelölve  |
| 2018 | Nemzetközi online-mozi díj (INOCA)        | Legjobb animációs játékfilm                                   | Jonebajasi Hiromasza                                                       | Jelölve  |
| 2019 | Női Filmes Újságírók Szövetsége díja      | Legjobb animációs játékfilm                                   | - Jonebajasi Hiromasza - Giles New                                         | Jelölve  |
| 2019 | 17. International Cinephile Society Award | Legjobb animációs film                                        | Mary és a varázsvirág                                                      | Jelölve  |